# Sã qui turo zente pleta

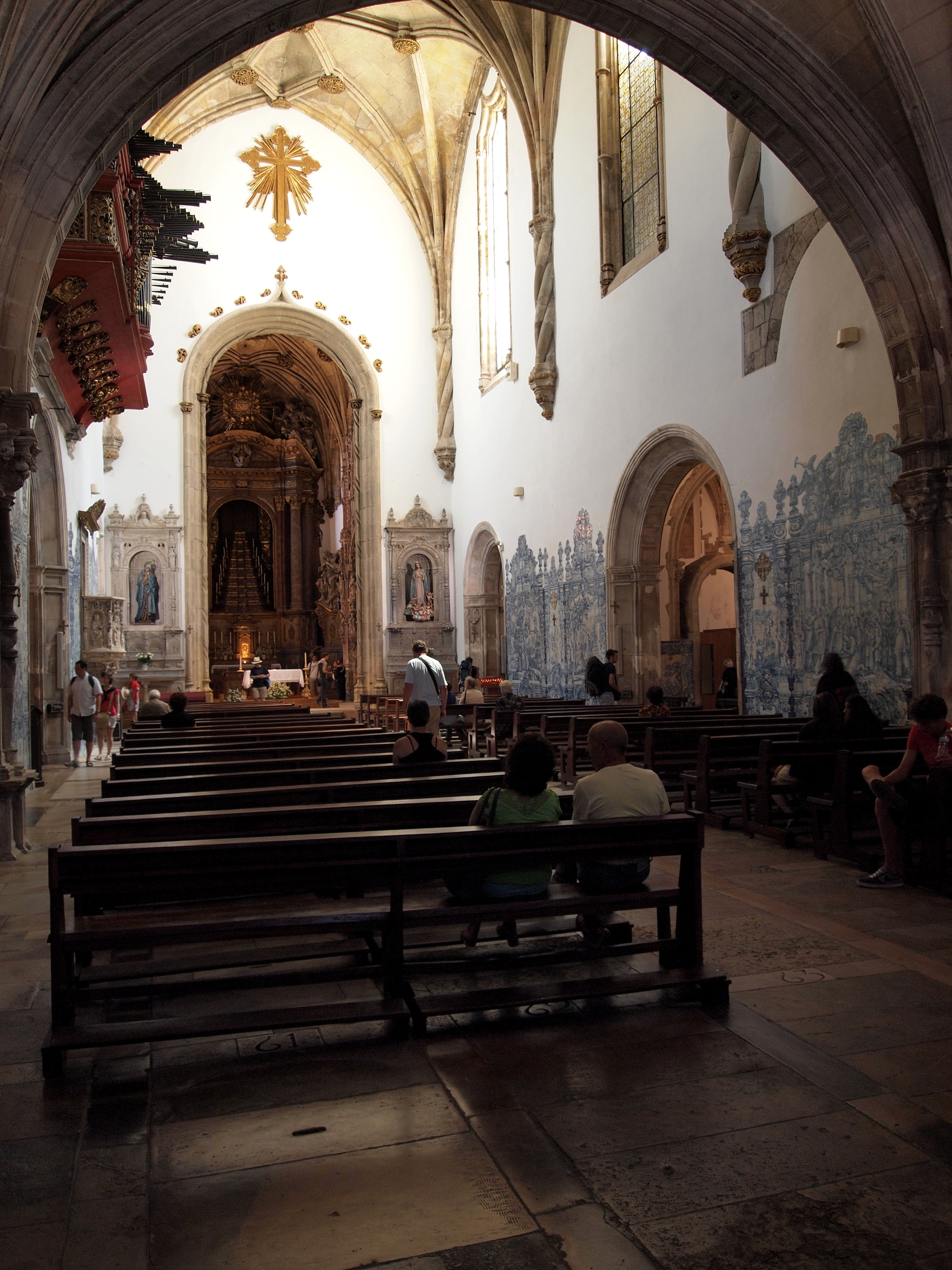
Interior de la Iglesia del Monasterio de Santa Cruz de Coimbra, origen de este villancico negro.

Sã qui turo zente pleta es un "villancico negro" anónimo, escrito alrededor de 1643 destinado a la celebración religiosa de la Navidad. Llegó a nuestros días a través de un único manuscrito (MM 50) el cual se encuentra en la Biblioteca General de la Universidad de Coimbra, procedente del Monasterio de Santa Cruz de Coimbra.
Tras su redescubrimiento y publicación ha gozado de gran popularidad.

## Letra
Los villancicos negros son obras escritas a imitación del portugués hablado por un grupo de esclavizados africanos. En la letra los actores dicen ser esclavizados negros de Guinea que se preparan con varios instrumentos musicales para celebrar el nacimiento del Niño Jesús o Emanuel (Manué en el texto):

Sã qui turo zente pleta,
turo zente de Guine, he he he.

Tambor flauta y cassaeta,
y carcave na sua pé, he he he.

Vamos o fazer huns fessa,
o menino Manué, he he he.

Entonces, estalla una acalorada discusión, en la que cada uno de los esclavizados anima al otro a cantar. La intervención de uno de ellos lo remata:

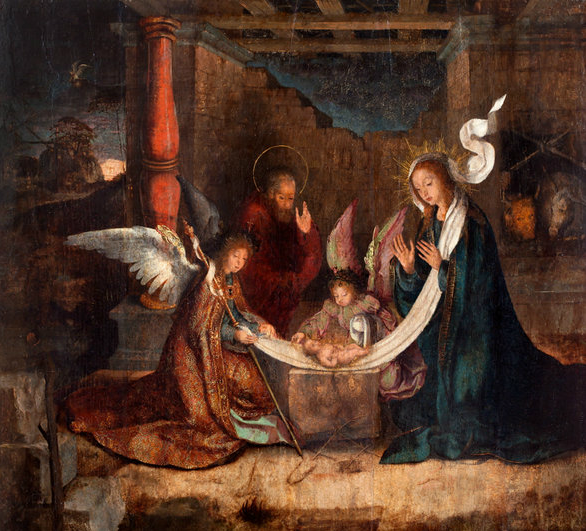
Natividade, discípula de Grão Vasco, 1520 - 1535. Este vilancico fue escrito para la celebración de la Navidad.

— Canta Bacião!
— Canta tu Thomé!

— Canta tu Flansiquia!
— Canta tu Caterija!

— Canta tu Flunando!
— Canta tu Resnando!

— Oya, oya, turo neglo hare cantá!

Entonces finalmente llega la fiesta. Celebran la libertad recibida, jugando, bailando y cantando, animando a María, José y Jesús:

Ha! cantamo e bayamo,
que forro ficamo.

Ha! tanhemo y cantamo,
Ha! frugamo y tanhemo,

Ha! tocamo pandero, ha flauta y carcavé.
Ha! dizemo que biba; biba mia siola y biba Zuzé!

— Anda tu, Flancico, bori mo esse pé!
Biba esse menino que mia Deuza he; biba Manué!

La letra termina con un último saludo al Niño Emanuel, alabando su nacimiento y su misión, morirá para liberar a los cautivos;

Nacemo de huns may donzera
huns rey, que mia deuza he.

Que ha de forra zente pleta
que cativo he.

Dar sua vida por ella
que su amigo até moré.

## Música
La melodía del villancico recuerda deliberadamente a la música tradicional africana. Es un villano de 8 voces.

## Grabaciones
- 1975 — Festival de Música Hispanoamericana Antigua. Coral Roger Wagner. Eldorado S-1. Pista 5: "Sã qui turo zente pleta".[7]

- 1988 — Matinas do Natal - Responsórios e vilancicos dos séc. XVI - XVII. Coral vértice. EMI Pista 10: "Sã qui turo zente pleta".[8]

- 1996 — Native Angels. SAVAE. Yago Records. Pista 3: "Sã qui turo zente pleta".[9]

- 2001 — La Mar de la Música. Vozes Alfonsinas. EMI-Clásicos. Pista 19: "Sã qui turo zente pleta".[10]

- 2002 — ¡Iberia! La consorte de Waverly. Pista 16: "Sã qui turo zente pleta".[11]

- 2003 - Christmas with Chanticleer (DVD). Gallo. Pista 4: "Sa aqui turo zente pleta".[12]

- 2006 — Los imposibles. L'Arpeggiata y King's Singers. Pista 1: "Sã qui turo".[7][13]

- 2007 — Vilancicos negros do século XVII. Coro Gulbenkian. Pista 1: "Sã qui turo zente pleta".[14]

- 2014 — Misa Criolla y devoción popular en la Música Antigua. Adrián Rodríguez Van der Spoel. Registros Cobra. Pista 9: "Sã qui turo zente pleta".[15]

- 2016 — Nueva Europa. Segunda Práctica. Centre cultural de rencontre d'Ambronay. Pista 21: "São qui turo".